# بير أغاج
بير أغاج هي قرية في مقاطعة كوثر، إيران. عدد سكان هذه القرية هو 174 في سنة 2006.